# Stäbchenschrift
Die Stäbchenschrift ist eine von Maximilian Schlegl in den 1930er Jahren für den Anfangsunterricht im Lesen mit Fibeln geschaffene Ausgangsschrift. Die Stäbchenschrift ist durchweg geradlinig und zeigt die Grundgestalt der Kleinbuchstaben der deutschen Kurrentschrift. Sie konnte auch in der Gegenbewegung, also von rechts nach links statt von links nach rechts, gelesen und geschrieben werden. Die pädagogische Grundidee der Stäbchenschrift ist dabei jene des „werktätigen Legens“ von Buchstaben bzw. Wörtern und Sätzen mit Hilfe streichholzähnlicher „Schreibstäbchen“.
Die Stäbchenschrift konnte sich nicht durchsetzen.